# Лиско Володимир
Володимир Лиско́ (*21 вересня 1882, Кам'янка-Струмилова — †19 вересня 1964, Винники, коло Львова) — священик УГКЦ, релігійний і громадський діяч. Батько блаженного священномученика Української Греко-Католицької Церкви о. Романа Лиска.

## Біографія
Народився у Кам'янці-Струмиловій (тепер Кам'янка-Бузька Львівської області). Походив із багатодітної селянської родини, навчався у V-й львівській гімназії, на теологічному факультеті Львівського університету, в університеті Інсбрука (зробив докторат).
30 січня 1910 року був висвячений на священика. У 1910—1913 рр. працював сотрудником в м. Олеську, в 1913—1921 рр. — завідувачем парохії м. Городок, з 1921 р. парохом містечка Сасів на Золочівщині. У 1936 р. о. Лиско був призначений деканом Золочівським.
Завжди і всюди о. Володимир Лиско, крім ревної душпастирської праці, вів активну громадську, просвітницьку і політичну діяльність, за що переслідувався польською владою. За участь у проголошенні в Городоку Західноукраїнської Народної Республіки у 1918 р. був запроторений до концентраційного табору в Домб'є, де пробув 7 місяців. Приходячи на парохію, де не було української школи, о. В.Лиско засновував приватні українські школи під егідою «Педагогічного Товариства». Заснував у Городку «Захист для сиріт»(1917 р.). Був активним діячем «Просвіти», членом Комітету будови пам'ятника Маркіянові Шашкевичу на Підлисецькій горі, головою Товариства ім. Шашкевича. Очолював філії товариств «Сільський господар», «Овочева шкілка». Був членом Надзірної Шкільної Ради. Організував в Олеську духовий оркестр. У Сасові добудував, упорядкував нову церкву, ініціював і припильнував будівництво «Народного Дому».
У 1945 р. за відмову перейти на православ'я о. В.Лиско був заарештований (перебував 8 місяців у віці 63-років); вимагали зізнання, що він скликав нелегальну нараду священиків для антирадянської діяльності. У травні 1946 року о. В. Лиска випустили. 22 жовтня 1948 знову заарештовують, після жорстокого, антиправного слідства ув'язнюють на 10 літ у Мордовські табори. Відбув 7 літ, в березні 1955 р. із вкрай підірваним здоров'ям, та не зломленим духом, звільняють.
Помер 19 вересня 1964 року у Винниках біля Львова, де похований на місцевому цвинтарі.

## Науково-творча праця
Протягом всього свого життя о. В.Лиско постійно займався науково-творчою працею. Його місійні проповіді, теологічні розвідки та публіцистичні статті регулярно друкувались у церковно-суспільному часописі «Нива» та в додатках до нього, також виходили окремими книжечками: «Теольоґія а університет» (1910), «Про чистилище» (1917), «Наша мета», «Дорога поєднання» (1930).
Повернувшись із ув'язнення, прикутий хворобою до ліжка, о. Володимир Лиско напружено працював; створив ґрунтовні розвідки: «Орлеанська діва», «Життя Ісуса Христа», надзвичайно цікаві мемуари про своє життя — «Спомини» (видані видавництвом «Каменяр» 2000 року під назвою «Без зерна неправди»).